# Гринвальд, Родион Егорович
Родион Егорович Гринвальд (нем. Moritz Reinhold Rodion Gerhard von Grünewaldt; 1797—1877) — генерал от кавалерии русской императорской армии, главноуправляющий Государственным коннозаводством, кавалер ордена Андрея Первозванного.

## Биография
Происходил из дворян Эстляндской губернии и был сыном майора Орденского кирасирского полка Егора Ивановича фон Гринвальда (1763—1817) от брака с Анной-Христиной урождённой фон Курсель (1769—1842). Родился 12 (23) мая 1797 года в эстляндском замке Койк, принадлежавшем его отцу. Братья и сёстры: Анна Катарина Елена (1793—1872), Иван (Иоганн Христофор Энгельбрехт, 1796—1862, эстляндский губернатор, сенатор), Юлия Магдалена (1799—1878), Отто Магнус (1801—1890), Элизабет Амалия Маргарита (1803—1855), Александр (Александр Георг Фридрих, 1805—1886, президент Эстляндской евангелическо-лютеранской консистории).
Начальное образование получил в Ревельском соборном училище и 13 марта 1813 г. поступил в Кавалергардский полк, где 28 января 1815 г. произведён в эстандарт-юнкеры и далее последовательно получил чины корнета (18 декабря 1815 г.), поручика (9 августа 1817 г.), штабс-ротмистра (10 марта 1819 г.) и ротмистра (1 января 1822 г.), причём 4 апреля 1822 г. был назначен командиром 1-го дивизиона.
После декабрьского восстания 1825 г. был в командировке в Москве, Орле и Курске для производства арестов среди офицеров своего полка, причастных к тайным обществам декабристов.

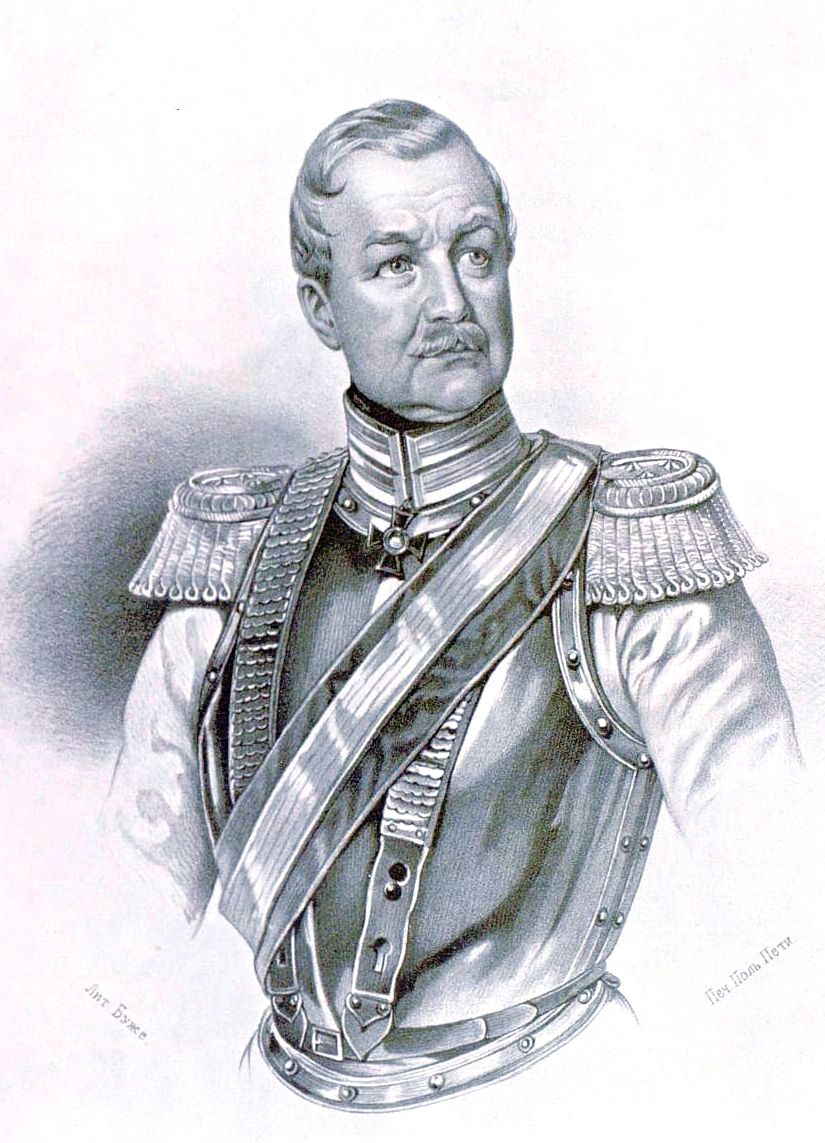
Родион Гринвальд

4 января 1826 г. Гринвальд был произведён в полковники и 23 июня 1827 г. пожалован свитским званием флигель-адъютанта. В этом качестве неоднократно выполнял поручения императора Николая I, касающиеся рекрутских наборов, государственного коннозаводства и инспекции материальной части кавалерийских полков; 22 августа 1826 г. награждён орденом св. Анны 2-й степени.
В кампании 1831 г. против польских повстанцев Гринвальд переправился с войсками через Неман у Ковно и находился в сражении с поляками при Жолтках и последующем преследовании неприятеля к Остроленке. 20 августа 1831 г. назначен командиром Новгородского кирасирского полка, во главе которого находился при штурме Варшавы 25 и 26 августа. За отличия во время Польской кампании награждён орденом св. Станислава 3-й степени (5 ноября 1831 г.) и знаком «Virtuti militari» 3-й степени.
25 июня 1833 г. Гринвальд был произведён в генерал-майоры  и получил в командование Кавалергардский полк, 6 декабря 1835 г. зачислен в Свиту Его Величества, 20 сентября 1837 г. возглавил 1-ю гвардейскую кирасирскую бригаду (с оставлением в должности командира полка), однако 4 мая 1839 г. сдал полк новому командиру и 31 мая был временно уволен в отпуск, в котором находился до ноября. По возвращении к месту службы Гринвальд был командирован в Берлин, где представлял германскому императору Фридриху Вильгельму IV лучших солдат Кавалергардского полка, затем отправился с особым поручением в Ганновер, Вюртемберг и Австрию. За это время Гринвальд был удостоен орденов св. Владимира 3-й степени (4 января 1835 г.), св. Станислава 1-й степени (1 июля 1837 г.), св. Анны 1-й степени (6 декабря 1839 г., императорская корона к этому ордену пожалована 6 декабря 1841 г.), св. Георгия 4-й степени (5 декабря 1841 г., за беспорочную выслугу 25 лет в офицерских чинах, № 6390 по списку Григоровича — Степанова).
12 декабря 1842 г. командовал 2-й кирасирской дивизией, 9 мая 1844 г. — гвардейской кирасирской дивизией. 6 декабря 1844 г. Гринвальд был произведён в генерал-лейтенанты.
28 ноября 1847 г., вследствие трений с великим князем Михаилом Павловичем, командовавшим Гвардейским корпусом, Гринвальд вышел в отставку. Поселившись в имении брата в Эстляндии, он занялся сельским хозяйством, но 28 мая 1849 г. был назначен состоять при инспекторе Резервного кавалерийского корпуса графе А. П. Никитине; на этом посту совершал многочисленные инспекционные поездки для осмотра строевых и резервных кавалерийских частей, 30 октября 1850 г. пожалован в генерал-адъютанты, 7 февраля 1853 г. назначен членом Комитета о раненых и директором Чесменской военной богадельни.
В 1852 г. император Николай I поручил ему руководить великим князем Николаем Николаевичем (Старшим) при его первых шагах на самостоятельном служебном поприще.
3 апреля 1855 г. Гринвальд был назначен командиром Гвардейского кавалерийского корпуса, 26 августа 1856 г., в день коронации императора Александра II, произведён в генералы от кавалерии и 30 сентября того же года назначен вице-председателем Комиссии для улучшения по военной части и членом Комиссии по учреждению Императорской кавалерийской академии.
В 1858 г. Гринвальд был назначен членом Комиссии по переустройству государственных конных заводов, а в апреле 1859 г. — главноуправляющим Государственным коннозаводством. На этом посту Гринвальд ввёл значительные улучшения в организации коннозаводского дела, сэкономив при этом значительные средства. Эти меры превратили ведомство государственного коннозаводства из исключительно военного в общегосударственное учреждение.
1 января 1864 г. Гринвальд был назначен членом Государственного совета, с оставлением в должности главноуправляющего, а также председателем Остзейского комитета. В Государственном совете Гринвальд поддерживал министра народного просвещения графа Д. А. Толстого во введении классической системы образования; выступал против введения всесословной воинской повинности.
18 декабря 1865 г., по случаю пятидесятилетия военной службы, назначен шефом 4-го эскадрона Кавалергардского полка и получил 6500 десятин земли в Самарской губернии. 17 апреля 1874 г. уволен с поста главноуправляющего Государственным коннозаводством, с оставлением членом Государственного совета, и пожалован орденом св. Андрея Первозванного при высочайшем рескрипте.
Среди прочих наград Гринвальд имел ордена св. Владимира 2-й степени (6 декабря 1845 г.), Белого Орла (6 июня 1850 г.), св. Александра Невского (30 августа 1857 г., алмазные знаки к этому ордену пожалованы 17 апреля 1860 г.), св. Владимира 1-й степени (16 апреля 1867 г.). Также он был почётным членом Харьковского ветеринарного училища, Дерптского ветеринарного института, Полтавского сельскохозяйственного общества и Российского общества покровительства животным.
Гринвальд скончался холостяком 24 декабря 1877 (5 января 1878) года в Санкт-Петербурге от мочекаменной болезни. Похоронен в родовом имении Оррисаар в Эстляндии.
По характеристике его биографа:

Гринвальд был типичным барином-немцем. Сдержанный и осторожный, тяжёлый на похвалу, но прямой до того, что говорил всегда правду в глаза самым высокопоставленным лицам, как бы она им ни была неприятна, честный, беспристрастно-справедливый и самостоятельный, он всецело был предан долгу службы и добросовестному исполнению своих обязанностей и того же требовал от своих подчинённых, зато в случае необходимости он всегда являлся их заступником. Он был строг и взыскателен, но под холодной оболочкой едва ли не напускной суровости и сухости в нём скрывалось тёплое, отзывчивое сердце. Не имея великосветских связей и не будучи царедворцем и даже не владея хорошо французским языком, он был избран в командиры первого гвардейского полка, очевидно, как знаток кавалерийского дела. Скупой в отношении себя, он широко помогал родственникам и подчинённым, весь доход с высочайше пожалованного имения (около 3 тыс. руб.) негласно раздавал бедным служащим ведомства Государственного коннозаводства до конца своей жизни.

## Награды
российские:
- Орден Святой Анны 2-й ст. (22.08.1826)
- Орден Святого Станислава 3-й ст. (1831)
- Знак ордена За военное достоинство 3-й ст. (1831)
- Орден Святого Владимира 3-й ст. (1835)
- Орден Святого Станислава 1-й ст. (1.7.1837)
- Орден Святой Анны 1-й ст. (6.12.1839; императорская корона к ордену — 4.12.1841)
- Орден Святого Георгия 4-й ст. за 25 лет службы (5.12.1841)
- Орден Святого Владимира 2-й ст. (1845)
- Орден Белого Орла (3.6.1850)
- Орден Святого Александра Невского (1857; бриллиантовые знаки к ордену — 1860)
- Орден Святого Владимира 1-й ст. (1867)
- Орден Святого Андрея Первозванного  (1874)[1]

иностранные:
- Прусский Орден Святого Иоанна Иерусалимского с алмазами (1827)
- Гессен-Дармштадтский Орден Филиппа Великодушного 1 ст. (1841)
- Прусский Орден Красного Орла 1 ст. с алмазами (1851)
- Австрийский Орден Леопольда 1 ст. (1852)
- Веймарский Орден Белого Сокола (1853)